# Леушино (Вологодская область)
Леу́шино — деревня в Устюженском районе Вологодской области.
Входит в состав Никифоровского сельского поселения (с 1 января 2006 года по 9 апреля 2009 года входила в Подольское сельское поселение), с точки зрения административно-территориального деления — в Подольский сельсовет.
Расстояние до районного центра Устюжны по автодороге — 27 км, до центра муниципального образования посёлка Даниловское по прямой — 8 км. Ближайшие населённые пункты — Гряда, Мелечино, Спасское.
Население по данным переписи 2002 года — 6 человек.